# Albrecht Konecny
Albrecht Karl Konecny (ur. 20 września 1942 w Wiedniu, zm. 25 sierpnia 2017 tamże) – austriacki polityk, redaktor i działacz partyjny, parlamentarzysta krajowy, deputowany do Parlamentu Europejskiego IV kadencji.

## Życiorys
W latach 1960–1962 studiował prawo. Po ich przerwaniu pracował jako redaktor czasopisma „Sozialistische Korrespondenz”. Zaangażował się w działalność polityczną w ramach Socjaldemokratycznej Partii Austrii, w latach 1966–1970 był etatowym pracownikiem partii i jej klubu parlamentarnego. Później do 1977 był zatrudniony w instytucie badawczym IFES, m.in. jako jego sekretarz generalny. Powrócił następnie do centrali SPÖ, od 1979 do 1986 wydawał periodyk „Neue Arbeiter Zeitung”. W latach 1986–2000 był redaktorem naczelnym „Zukunft” i dyrektorem zarządzającym wydającego to pismo przedsiębiorstwa.
Pełnił różne funkcje w związku studenckim VSStÖ, zaś w latach 1974–1980 na szczeblu federalnym kierował Junge Generation, organizacją młodzieżową socjaldemokratów. Później przed trzydzieści lat stał na czele dzielnicowych struktur partii w Währing. W latach 1983–1986 sprawował mandat posła do Rady Narodowej XVI kadencji. Od 1987 do 2010 był natomiast członkiem austriackiego Bundesratu, od 1996 kierował grupą socjaldemokratów w Radzie Federalnej. Od 1995 do 1996 zasiadał w Parlamencie Europejskim IV kadencji w ramach delegacji krajowej. Pełnił również funkcje sekretarza wykonawczego SPÖ (1987–1996) i sekretarza partii ds. międzynarodowych (1996–2006).
Odznaczony Odznaką Honorową za Zasługi dla Republiki Austrii (Wielką Złotą oraz Wielką Srebrną z Gwiazdą).